# Bursa rhodostoma
Bursa rhodostoma är en snäckart som först beskrevs av G. B. Sowerby I or II 1835.  Bursa rhodostoma ingår i släktet Bursa och familjen Bursidae.

## Underarter
Arten delas in i följande underarter:
- B. r. rhodostoma
- B. r. thomae

## Bildgalleri

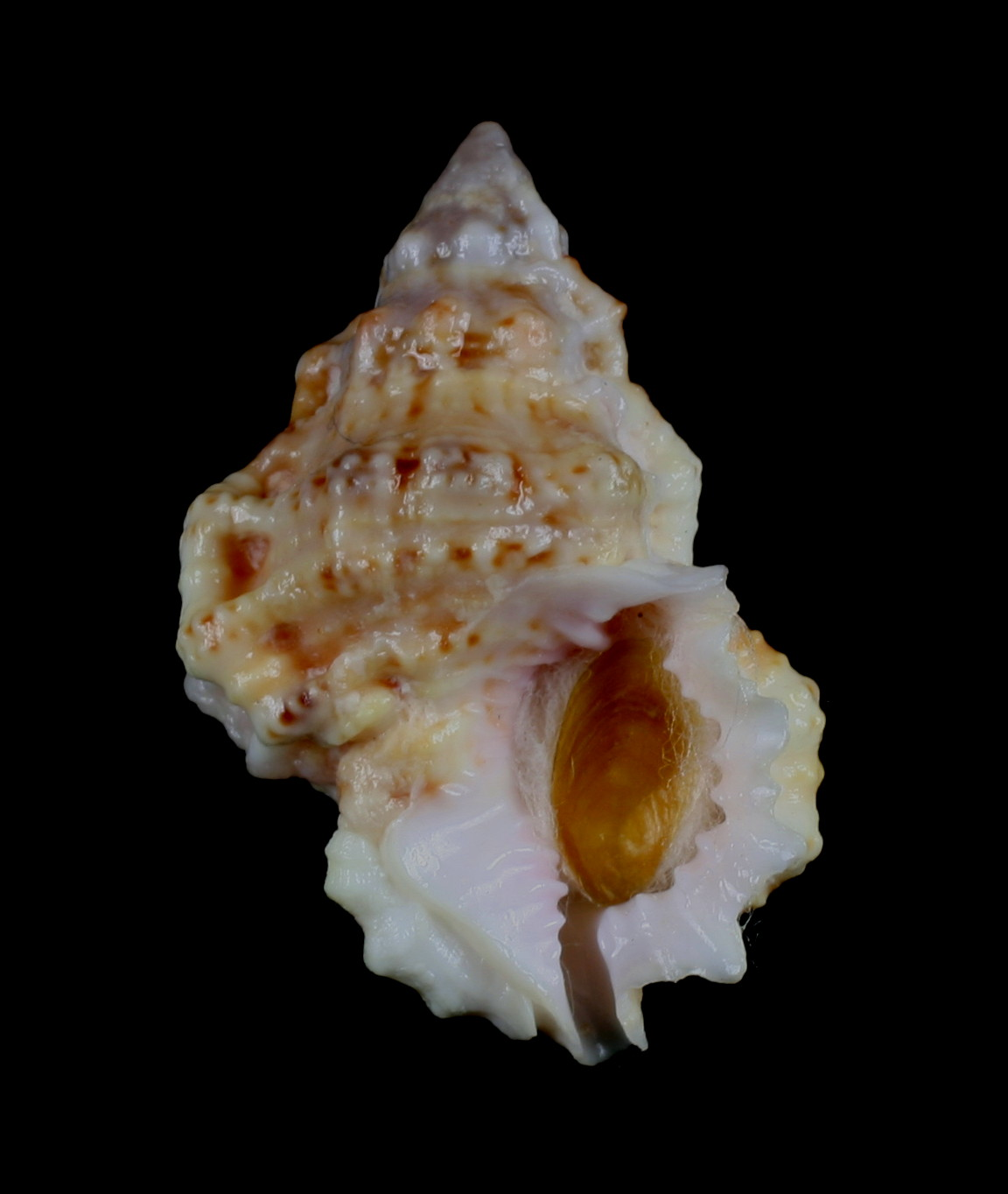